# Рока Рипезена (Терни)
Рока Рипезена је насеље у Италији у округу Терни, региону Умбрија.
Према процени из 2011. у насељу је живело 83 становника. Насеље се налази на надморској висини од 328 м.